# New Llano
New Llano es un pueblo ubicado en la parroquia de Vernon en el estado estadounidense de Luisiana. En el Censo de 2010 tenía una población de 2504 habitantes y una densidad poblacional de 992,61 personas por km².

## Geografía
New Llano se encuentra ubicado en las coordenadas 31°6′49″N 93°16′48″O / 31.11361, -93.28000. Según la Oficina del Censo de los Estados Unidos, New Llano tiene una superficie total de 2.52 km², de la cual 2.52 km² corresponden a tierra firme y (0.1%) 0 km² es agua.

## Demografía
Según el censo de 2010, había 2504 personas residiendo en New Llano. La densidad de población era de 992,61 hab./km². De los 2504 habitantes, New Llano estaba compuesto por el 43.29% blancos, el 38.7% eran afroamericanos, el 1.04% eran amerindios, el 5.03% eran asiáticos, el 1.04% eran isleños del Pacífico, el 4.71% eran de otras razas y el 6.19% pertenecían a dos o más razas. Del total de la población el 10.62% eran hispanos o latinos de cualquier raza.